# Poecile hudsonicus
Poecile hudsonicus là một loài chim trong họ Paridae.